# T-2七葉樹教練機
T-2七葉樹教練機（英語：Buckeye)是一款由北美航空研製的中型噴射教練機。該機於1959年開始服役，並逐漸取代T2V海星教練機。而T-2於2008年被T-45蒼鷹教練機取代。

## 發展

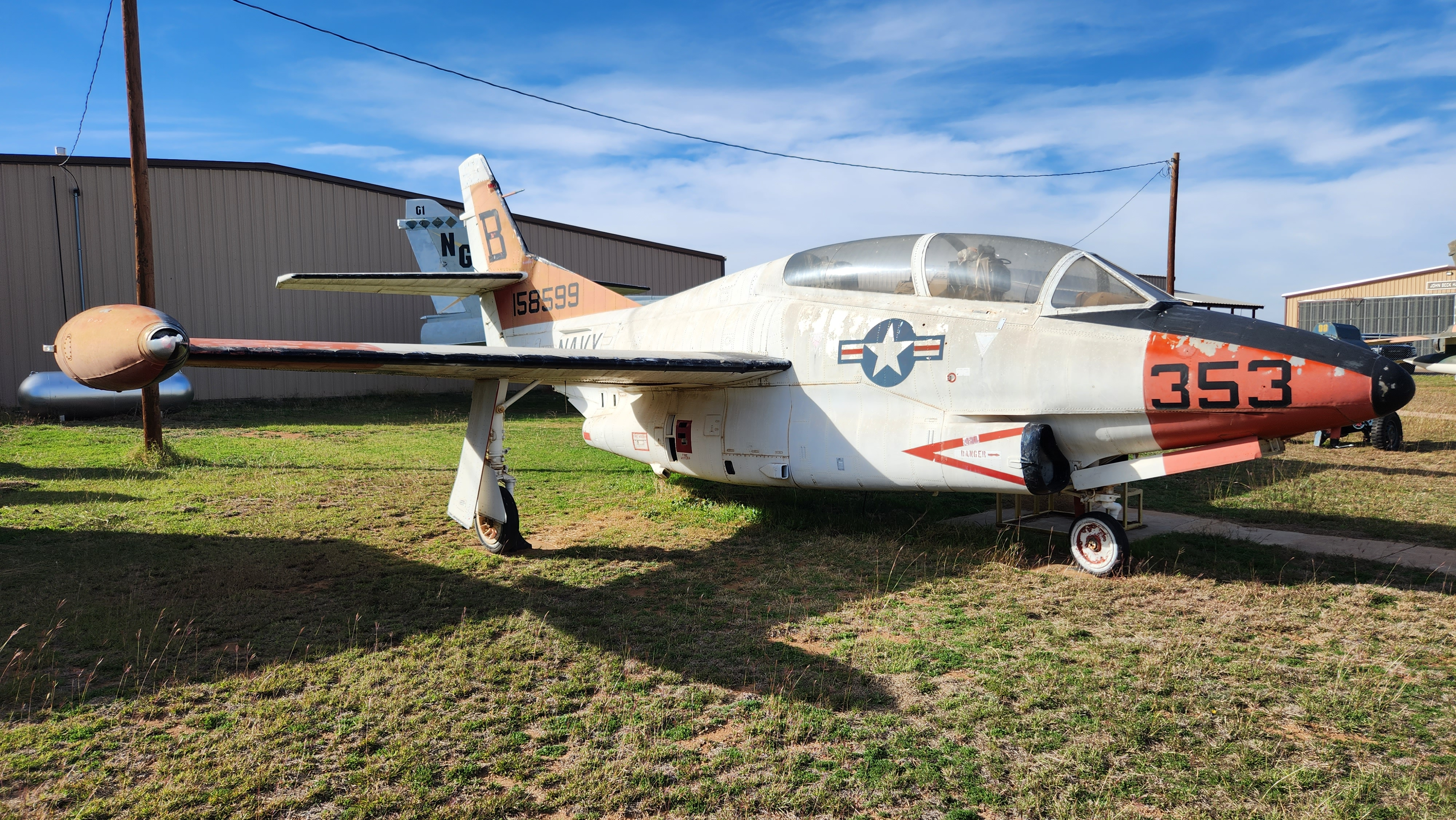
展示於德州斯拉頓德州航空博物館的T-2Buckeye

1956年，美國海軍為取代其原本的T-28特洛伊人教練機，而發布新型噴射動力基礎教練機的需求。 （當時美國海軍主要的初級教練機是T-34教練機，而高級教練機則是噴射動力的T2V海星教練機)
1956年中期，北美航空憑藉其NA-241贏得美國海軍新型教練機的競爭。 美國海軍隨後將其命名為T2J-1。該機是一款中翼單翼飛機，教官的座位較學員高，以此可以清楚地看到飛機的情況。該機的後掠翼結構是基於FJ-1憤怒戰鬥機的設計，而其控制系統則是基於T-28C。
雖然T2J-1沒有內建武器，但其機翼下方可容納兩個0.50英吋的機槍筴艙、100磅（45公斤）的練習炸彈或2.75英吋的火箭。T-2的性能表現介於美國空軍的T-37鳴鳥式教練機和美國海軍的TA-4J天鷹之間。
第一架T2J-1於1958年1月31日首飛,， 並於1959年時分配至第七基本訓練大隊服役。第二批則於1961年分配至第9訓練大隊。1962年，根據1962年美國三軍航空器命名系統，TAJ-1被重新命名為T-2A。
所有T-2七葉樹教練機均由北美航空位於俄亥俄州哥倫布市約翰·格倫哥倫布國際機場以南的第85號空軍工廠製造。Buckeye這個名字指的是俄亥俄州的州樹，也是俄亥俄州立大學的吉祥物。
從1950年代末到2004年，每一位具備噴射機資格的海軍飛行員和幾乎每位海軍飛行軍官都接受過T-2 Buckeye訓練，服役時間長達四十多年。T-2於2004年首次退出海軍飛行員攻擊管道系統（並執行最後一次航母降落訓練），並於2008年正式除役。近期，美國海軍將退役的T-2B/C改裝成空中無人機的引導機。

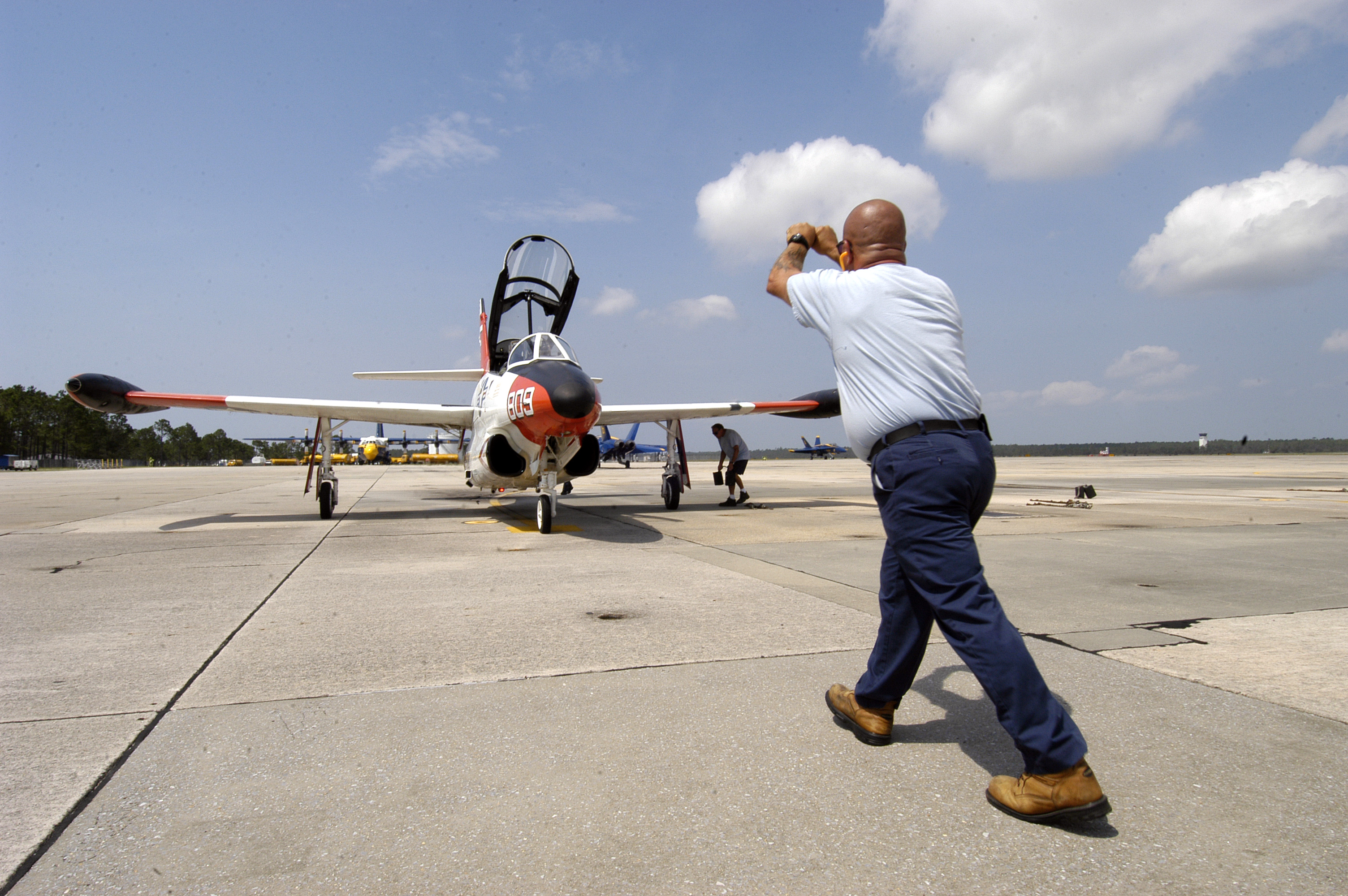
停放於彭薩科拉海軍航空基地的T-2C

## 型號

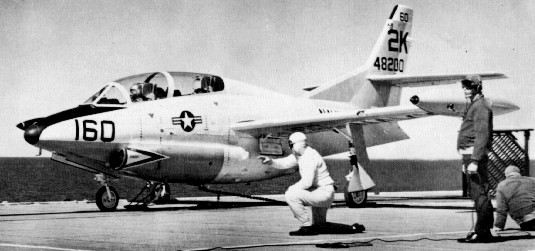
一架屬於VT-7，並位於安提頓號航空母艦的T-2A

T-2A
雙座中型噴射教練機，採用1具西屋電氣J34-WE-46/48發動機，原先編號為T2J-1 Buckeye，共217架
YT-2B
兩架由T-2A改裝而成的T-2B原型機
T-2B
升級版本，採用兩具普惠J60-P-6發動機，共97架
YT-2C
一架由T-2B改裝成T-2C原型機
T-2C
美國海軍的最終量產版本，採用通用動力J85-GE-4發動機，共231架
DT-2B和DT-2C
少量T-2B和T-2C改裝成無人機引導機
T-2D
委內瑞拉的外貿版本，共12架
T-2E
希臘的外貿版本，共40架

## 用戶

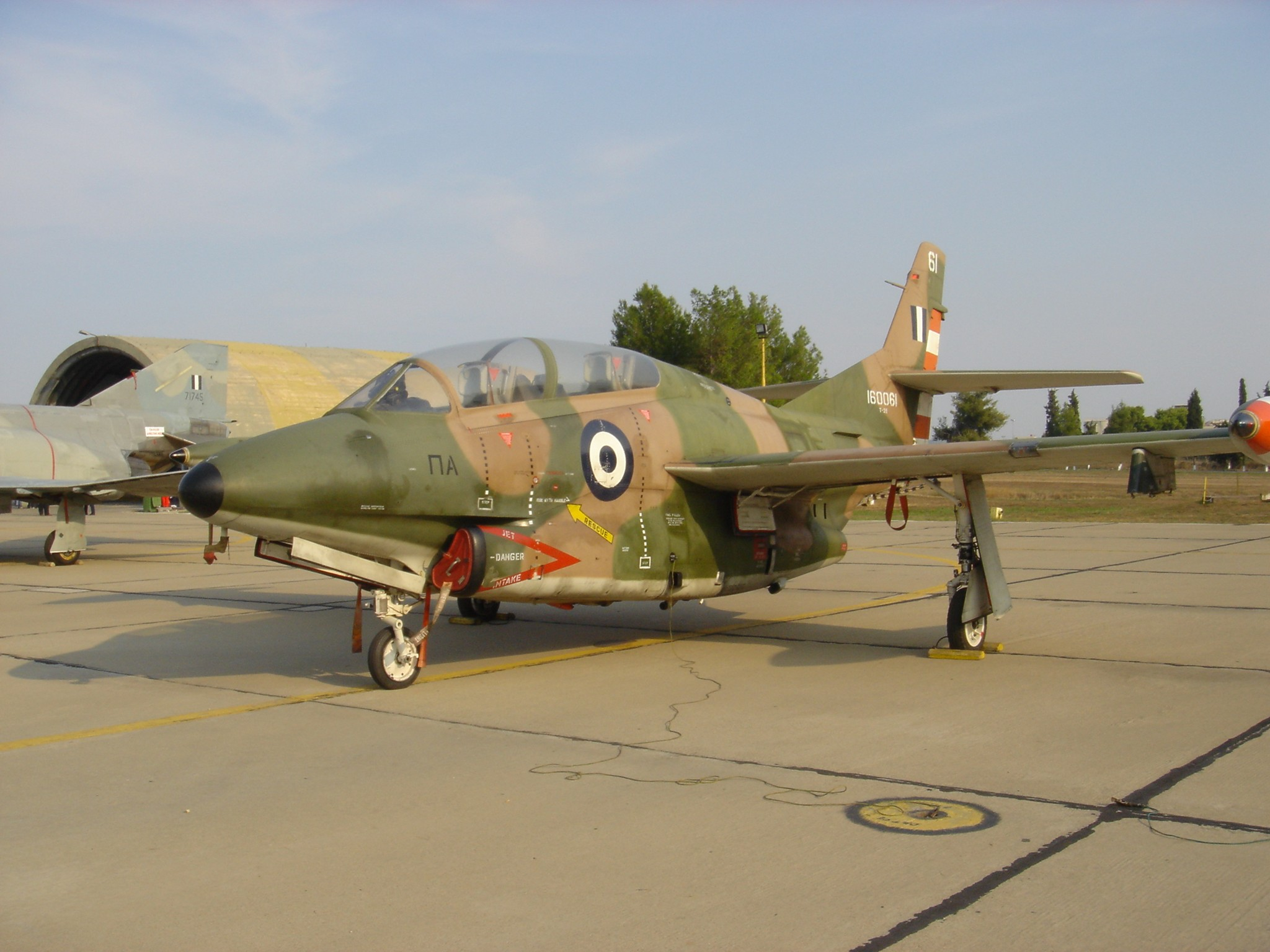
一架希臘空軍的T-2E Buckeye

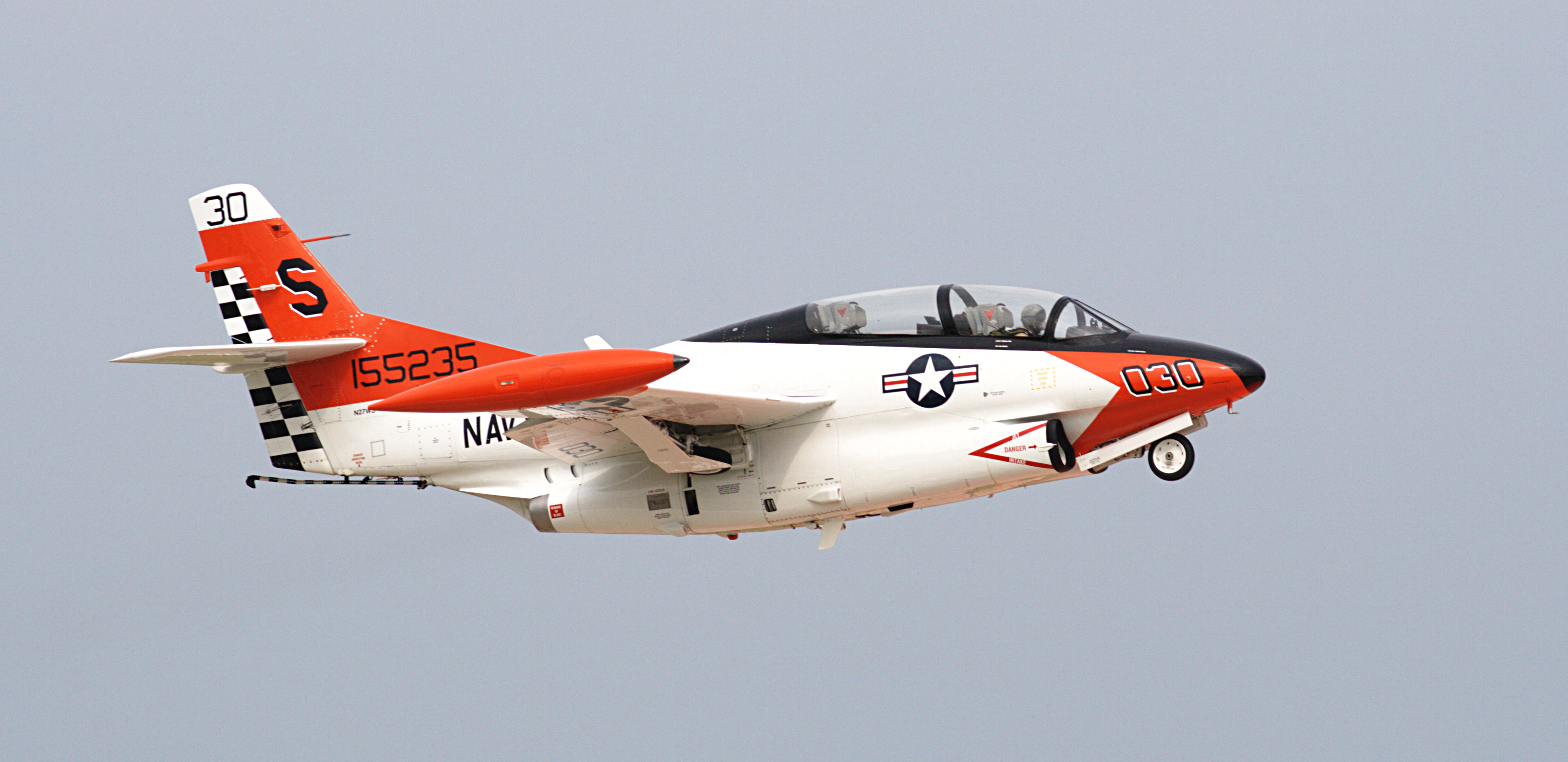
塗有美國海軍顏色的民用T-2B Buckeye

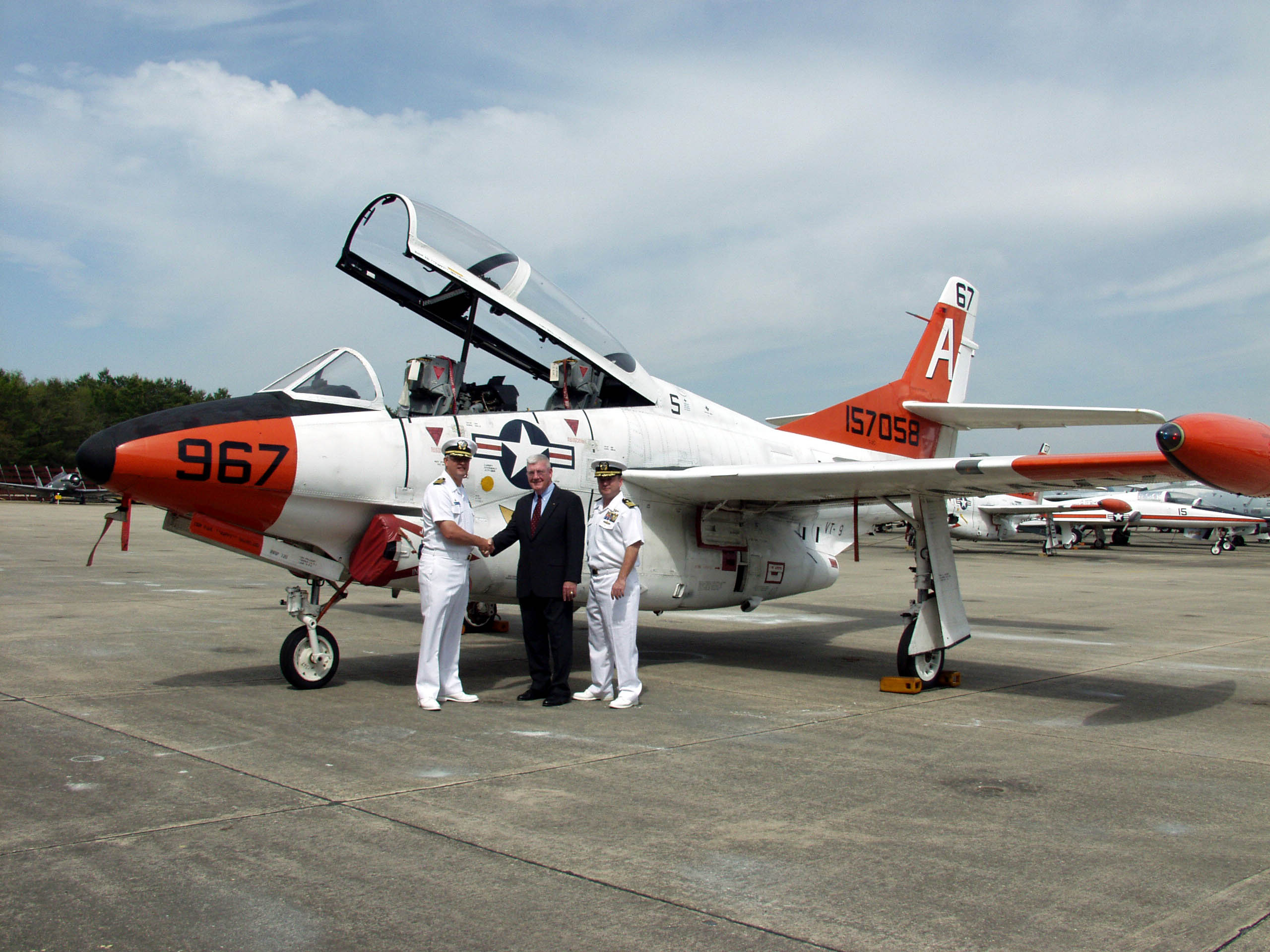
展示於國家海軍航空博物館的最後一架降落於航空母艦的T-2C

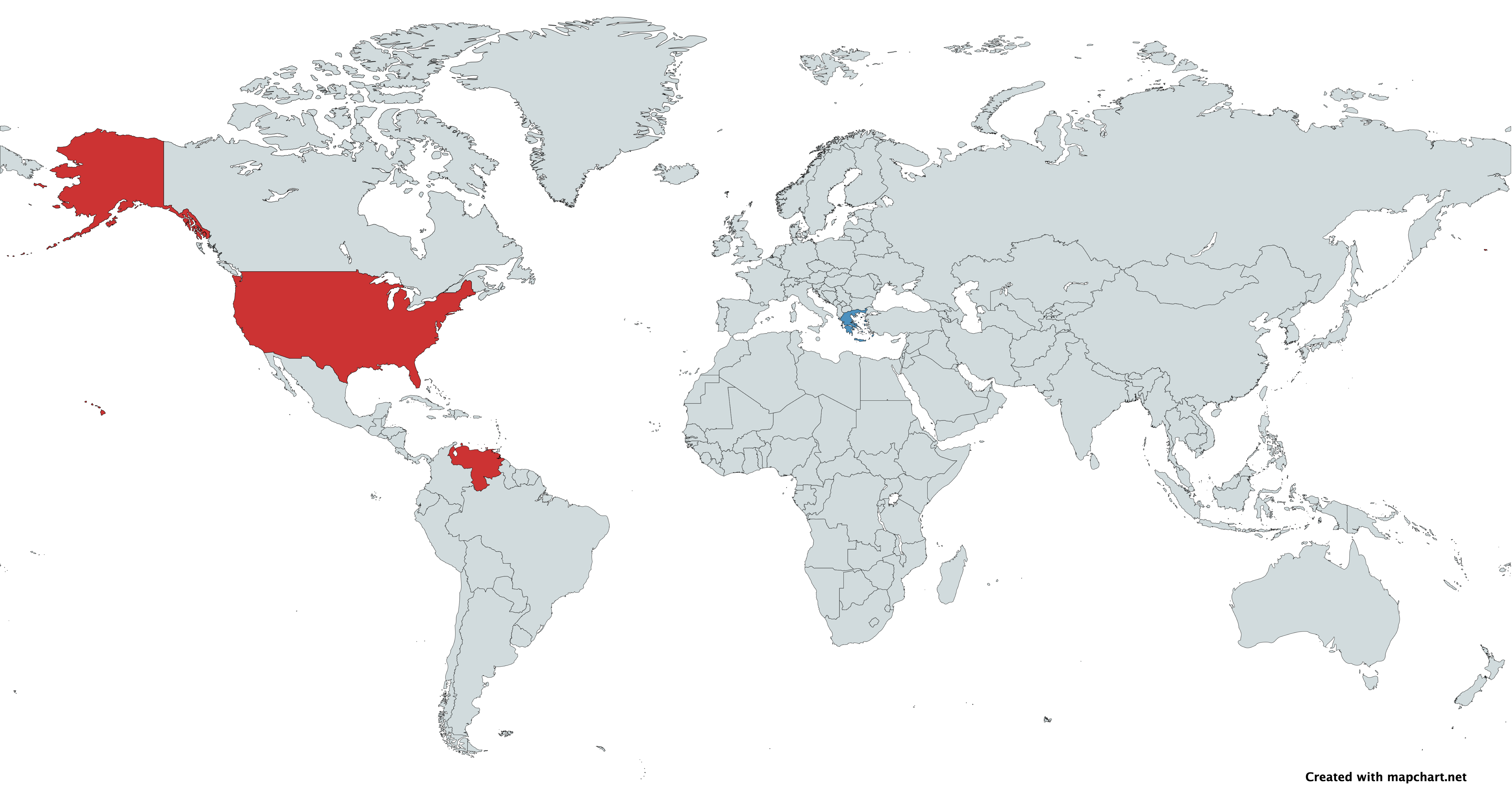
藍色為服役中，紅色為已退役

### 服役中
希腊
- 希臘空軍

### 已退役
美国
- 美國海軍

 委內瑞拉
- 委內瑞拉空軍

## 外部連結
- T-2 Buckeye page on U.S. Navy History site （页面存档备份，存于）
- T2J-l / T-2 Buckeye on GlobalSecurity.org （页面存档备份，存于）
- Boeing T-2 History Page (archived on 21 May 2013)